# سیستم دوستی (فیلم)
سیستم دوستی (انگلیسی: The Buddy System) فیلمی در ژانر رمانتیک، و کمدی-درام به کارگردانی گلن جردن است که در سال ۱۹۸۴ منتشر شد.

## بازیگران
- ریچارد دریفوس
- سوزان ساراندون
- نانسی آلن
- جین استاپلتون
- ویل ویتون
- ادوارد وینتر
- لی ویور